# Lliga Femenina Challenge
La Lliga Femenina Challenge (abreviat com LF Challenge) és una competició esportiva de clubs femenins de bàsquet espanyols, creada la temporada 2021-22. De caràcter anual, és organitzada per la Federació Espanyola de Basquetbol. Hi participen setze equips disputant una fase regular en format de lligueta a doble partit. El campió de la fase regular ascendeix directament a la Lliga femenina Endesa, mentre que els equips classificats entre el segon i novè lloc disputen una fase final en format de playoffs per aconseguir la segona plaça d'ascens.
La competició neix amb la voluntat d'enfortir el creixement del bàsquet femení espanyol, a mig camí entre el bàsquet professional i amateur, i també per equiparar-se amb les competicions masculines.

## Participants
La temporada 2023-24 hi participen setze equips:
- Alter Enersun Al-Qázeres Extremadura
- Azul Marino Viajes Mallorca Palma Sant Josep
- CAB Estepona Jardín de la Costa del Sol
- Club Joventut de Badalona
- Innova-TSN Leganés
- La Cordá de Paterna NB
- Lima-Horta Barcelona
- Melilla Sport Capital La Salle
- Oses Construcción Ardoi
- Picken Claret
- Recoletas Zamora
- Sernova Renovables Real Canoe
- Talenom Boet Mataró
- Unicaja Mijas
- Vantage Towers Alcobendas
- Vega Lagunera Toyota Adareva Tenerife

## Historial
| En negreta = Equip guanyador (1) = Nombre de títols Nota: Noms dels equips segons l'època. |

| Edició | Temporada | Campió                      | Subcampió            | refs        |
| ------ | --------- | --------------------------- | -------------------- | ----------- |
| I      | 2021-22   | Barça CBS (1)               | Hozono Global Jairis | [ 4 ]       |
| II     | 2022-23   | BAXI Ferrol (1)             | Celta Zorka Recalvi  | [ 5 ]       |
| III    | 2023-24   | Oses Construcción Ardoi (1) | Joventut Badalona    | [ 6 ] [ 7 ] |

## Palmarès
| Equip                     | Campió | Subcampió | Anys campió | Anys subcampió |
| ------------------------- | ------ | --------- | ----------- | -------------- |
| Club Bàsquet Santfeliuenc | 1      | 0         | 2021-22     | ―              |
| Universitario de Ferrol   | 1      | 0         | 2022-23     | ―              |
| FNB Ardoi                 | 1      | 0         | 2023-24     | ―              |
| Club Baloncesto Jairis    | 0      | 1         | ―           | 2021-22        |
| Real Club Celta Zorka     | 0      | 1         | ―           | 2022-23        |
| Club Joventut Badalona    | 0      | 1         | ―           | 2023-24        |